# Березовка (Кантауровська сільрада)
Березовка (рос. Березовка) — присілок в Борському міському окрузі Нижньогородської області Російської Федерації.
Населення становить 43 особи. Входить до складу муніципального утворення Міський округ місто Бор.

## Історія
Від 2010 року входить до складу муніципального утворення Міський округ місто Бор.

## Населення
1. Н/Д[3]